# Kraftwerk der Frankfurt-Offenbacher Trambahn-Gesellschaft
Das Kraftwerk der Frankfurt-Offenbacher Trambahn-Gesellschaft war ein von 1884 bis 1906 betriebenes Kohlekraftwerk in Oberrad (seit dem 1. Juli 1900 ein Stadtteil von Frankfurt am Main).
| Elektrische Komponenten | Siemens & Halske, Berlin |
| Schwungrad              | Durchmesser 5 Meter      |
| Backup-System           | 1 Lokomobile             |
| Anzahl Generatoren      | 4                        |
| Brennstoffverbrauch     | 50 Zentner Kohle / Tag   |
| Spannung                | 300 V Gleichstrom        |

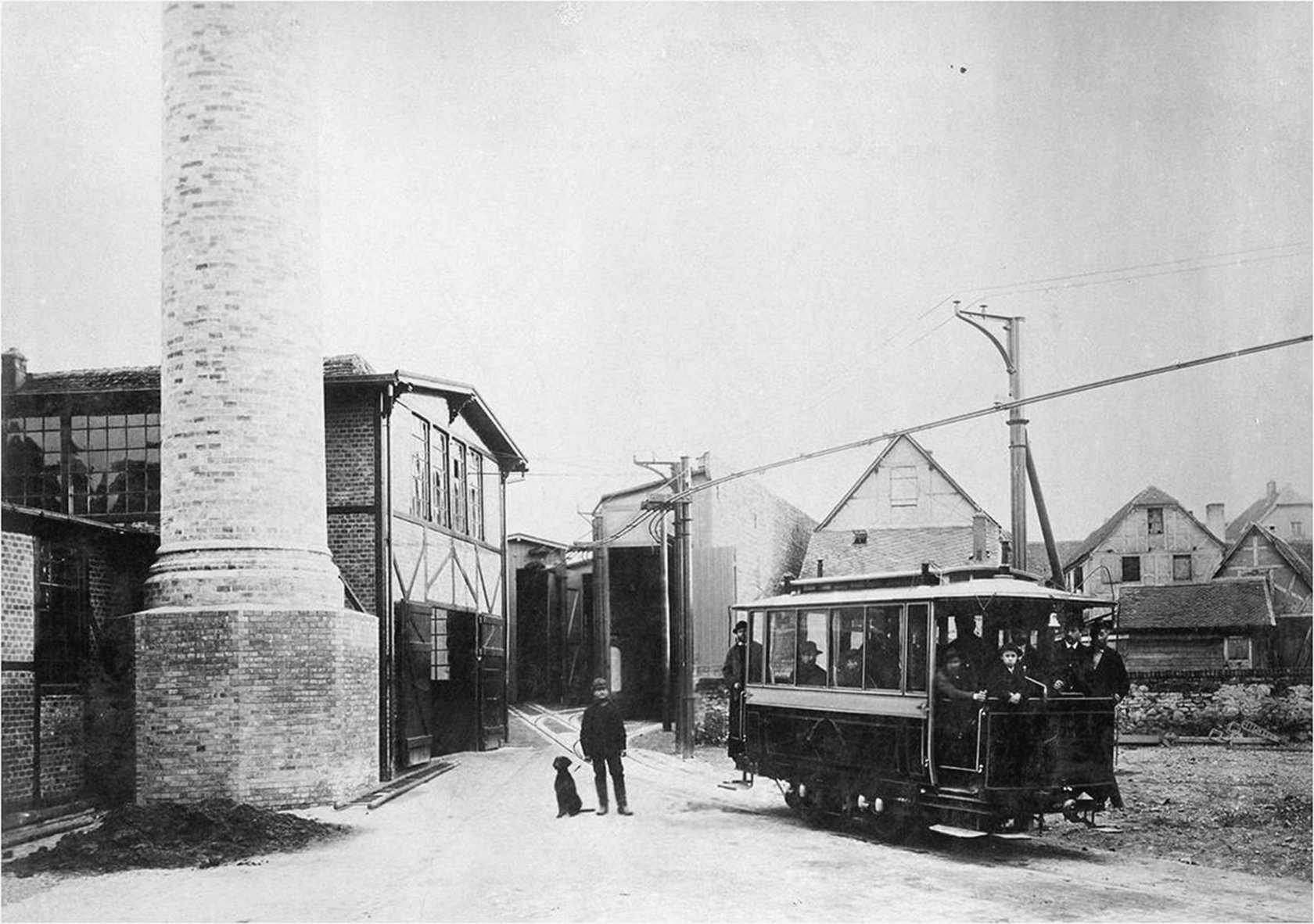
Betriebsgelände der FOTG mit dem Kraftwerksgebäude (links)

Das Kraftwerk erzeugte den Bahnstrom für die Frankfurt-Offenbacher Trambahn-Gesellschaft (FOTG), die 1884 als erste elektrische Straßenbahn  Deutschlands mit Oberleitung den Betrieb aufnahm. Die Strecke verlief zwischen den Endpunkten Deutschherrn-Quai in der Nähe des südlichen Brückenkopfes der Alten Brücke in Frankfurt-Sachsenhausen und dem Mathildenplatz in Offenbach. Zudem war die FOTG ein früher kommunaler Energieversorger, der die erste Elektrizität an Unternehmen und private Haushalte in Oberrad lieferte.
Am östlichen Rand des Buchrainplatzes in Oberrad entstand auf dem Betriebsgelände ein kleines Depot mit Werkstatt, Betriebsbüro und sämtlichen anderen Betriebsgebäuden. Dazu gehörte das bahneigene Kohlekraftwerk, um die Elektrizität für den Betrieb der Züge auf der Strecke zu erzeugen.

## Geschichte

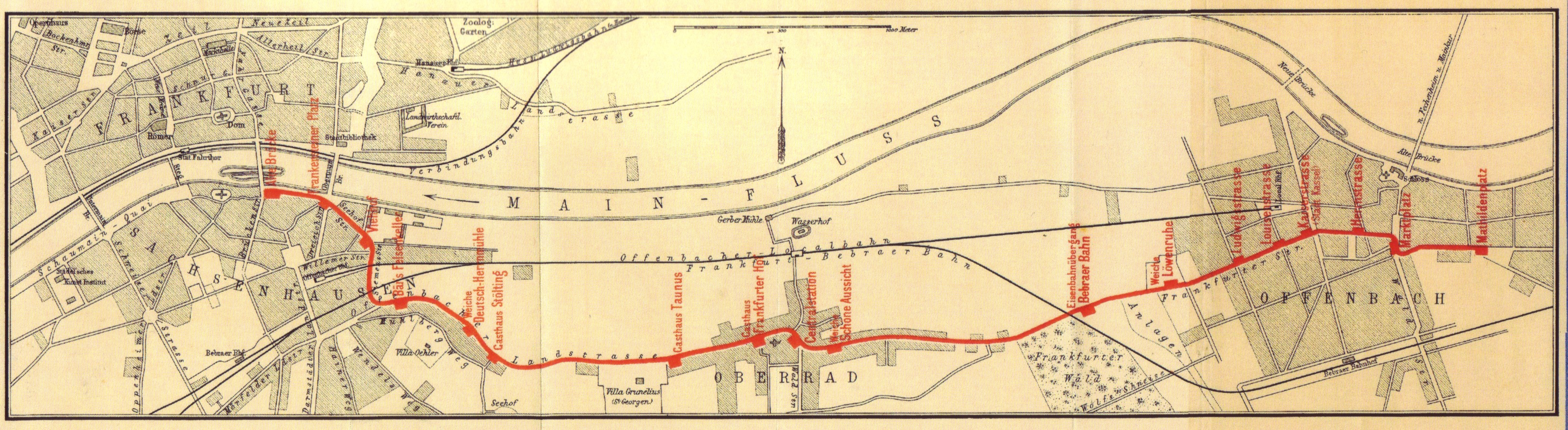
Die Strecke im ab dem 21. Juni 1885 gültigen FOTG-Fahrplan. Der Standort des Kraftwerks war rechts oberhalb der eingezeichneten Haltestelle Centralstation in Oberrad

Für den elektrischen Betrieb der FOTG musste ein eigenes Kraftwerk gebaut werden, da zu dieser Zeit noch keine andere Möglichkeit der Stromversorgung für deren Strecke in Oberrad oder Umgebung zur Verfügung stand. Das Bahnkraftwerk befand sich etwa auf der Hälfte der Strecke in einer Werkshalle aus Backstein auf dem Betriebsgelände der FOTG an der östlichen Seite des Buchrainplatzes. Die Energiequelle im Maschinenhaus des Kraftwerks waren zunächst zwei und später vier Dampfmaschinen. Mit dem Heizwert von 2,5 Tonnen (50 Zentnern) Kohle pro Tag wurde in drei von der Kesselschmiede und Schiffswerft Ewald Berninghaus in Duisburg gelieferten Kesseln mit je sieben Einzelkesseln Dampf erzeugt. Die Dampfmaschine trieb ein Schwungrad mit 5 m Durchmesser an. Die Drehbewegung des Schwungrades wurde mit Transmissionsriemen für den Antrieb von vier insgesamt 190 kW leistenden elektrischen Generatoren genutzt. Mit der so gewonnenen elektrischen Leistung hätten gleichzeitig maximal 12 Triebwagen betrieben werden können. Bei Ausfall der Dampfkessel wurde eine angemietete Lokomobile eingesetzt, um die Treibriemen anzutreiben.
Für die Bevölkerung war das Kraftwerk ein beliebtes Ausflugsziel, da man durch die Fenster der Maschinenhalle die Bewegungen des Schwungrades, verschiedener Getriebe und der Transmissionsriemen bewundern konnte. Das Kraftwerk war bis zur vollständigen Übernahme des Betriebes der FOTG durch die Frankfurter Straßenbahn im Jahr 1906 in Betrieb. Die Werkshalle, in der sich ursprünglich die Kraftwerksanlage befand, wurde im Zweiten Weltkrieg bei den Luftangriffen auf Frankfurt am Main beschädigt. Nach dem Krieg wurden die verbliebenen Gebäudeteile abgerissen. Vor dem ehemaligen Standort des FOTG-Betriebsgeländes am östlichen Rand des Buchrainplatzes steht heute das Bürgerhaus SAALBAU Depot Oberrad.

## Nachwirkungen
Ab 1888 wurde die von dem Kraftwerk erzeugte Elektrizität für die neben der Straßenbahnstrecke neu installierten Glühlampen genutzt. Außerdem wurde die überschüssige Kapazität Gewerbebetrieben und Haushalten in Oberrad angeboten. Das Kraftwerk der FOTG wurde somit auch zum ersten Elektrizitätswerk für Oberrad. Letztlich war diese Verbindung wegweisend für die kombinierte Aufgabe kommunaler Energieversorgungsunternehmen, die Elektrizitätswerke zur Erzeugung von Elektrizität und elektrische Bahnen für den öffentlichen Personennahverkehr betrieben. In Frankfurt waren dies zuletzt die Stadtwerke Frankfurt am Main, der spätere Rechtsnachfolger der FOTG. Heute werden die Aufgaben in kommunaler Trägerschaft im Bereich der Erzeugung von Energie von der Mainova AG und im Bereich Verkehrsunternehmen von der Stadtwerke Verkehrsgesellschaft Frankfurt am Main (VGF) wahrgenommen.
Unter dem Dach der Siemens AG finden sich auch heute noch Geschäftsbereiche, die sich mit der Herstellung von Produkten der Energieerzeugung (Division Power Generation von Siemens Energy) und der Schienenverkehrstechnik (Siemens Mobility) befassen.